# Ferenc Pfaff
Ferenc Pfaff (născut ca Franz Pfaff; n. 19 noiembrie 1851, Mohács, comitatul Baranya, Ungaria – d. 21 august 1913, Budapesta, Austro-Ungaria) a fost un arhitect și profesor universitar ungar-austriac.

## Carieră

Gara Pécs

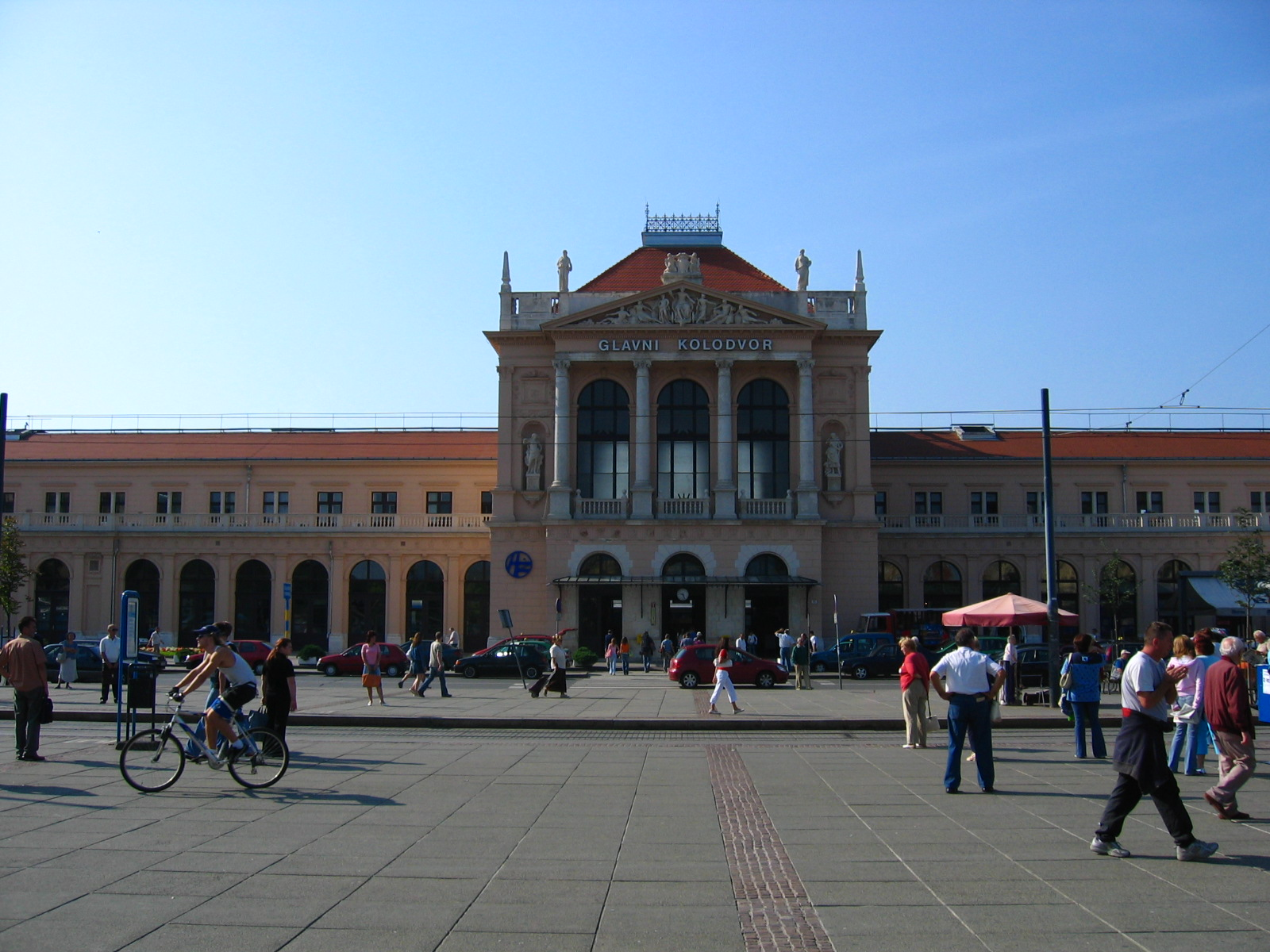
Gara Zagreb Glavni

Pfaff a absolvit în 1880 după ce a studiat sub îndrumarea lui Imre Steindl la Universitatea Tehnică „József Nádor” din Budapesta. La începutul carierei sale, a proiectat o serie de clădiri mai mici, printre care se numără și biserica romano-catolică din Svábhegy.
Este însă cel mai faimos pentru cariera sa ca arhitect la Căile Ferate Maghiare. A fost angajat în 1887, a devenit mai târziu director al lucrărilor de construcție în partea maghiară din cadrul Imperiului Austro-Ungar. În următoarele două decenii a proiectat aproximativ 20 de stații feroviare mari și numeroase altele mai mici, mai ales în stilul eclectic renascentist. Aceste clădiri erau adesea modeste, dar notabile pentru bunul lor simț al proporției și al scării. De asemenea, el a reproiectat o serie de stații existente, în special în Croația (Zagreb și Rijeka) și în Ungaria (Győr, Kassa și Miskolc).

## Stații de tren

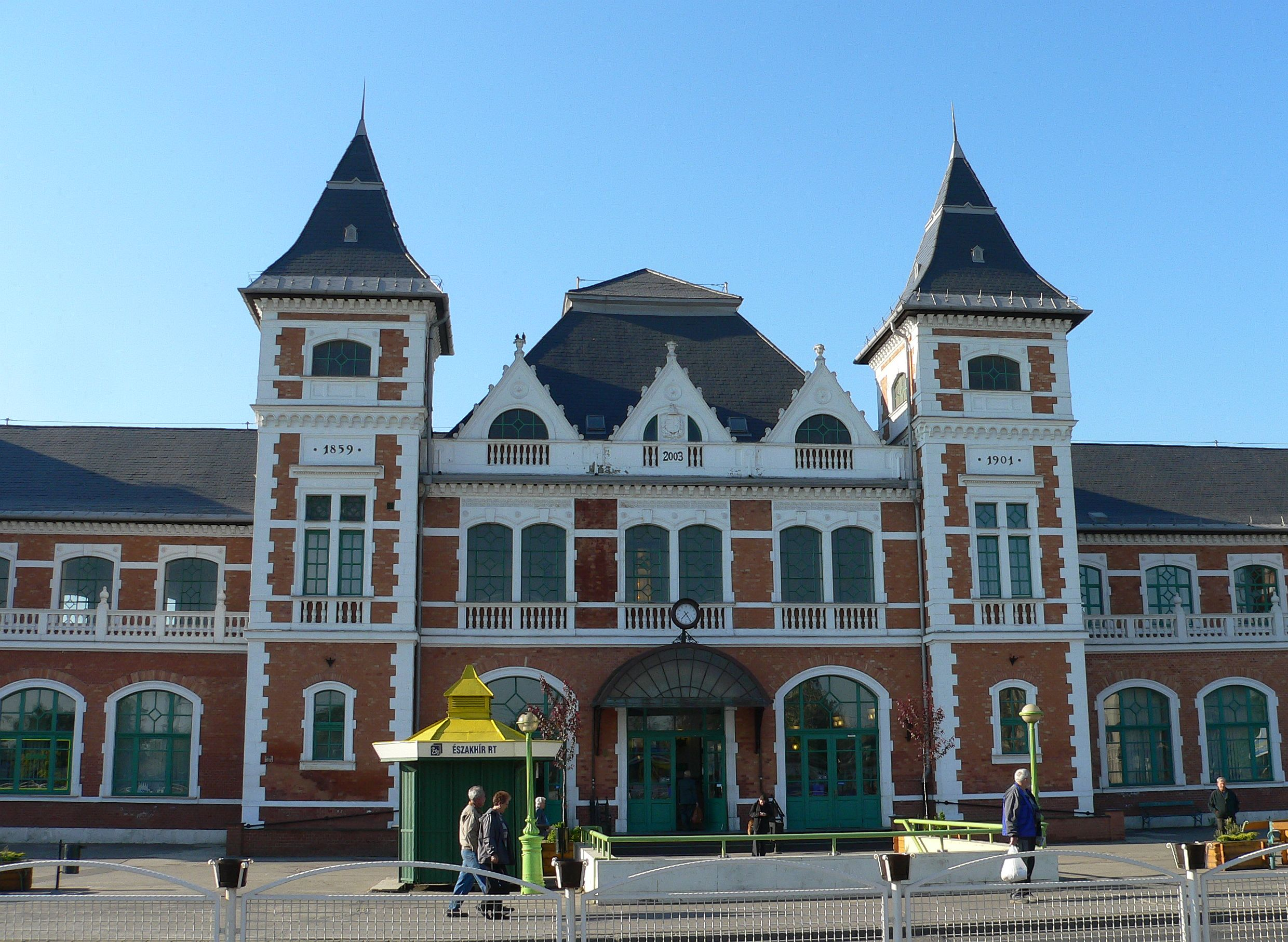
Gara Tisa, Miskolc

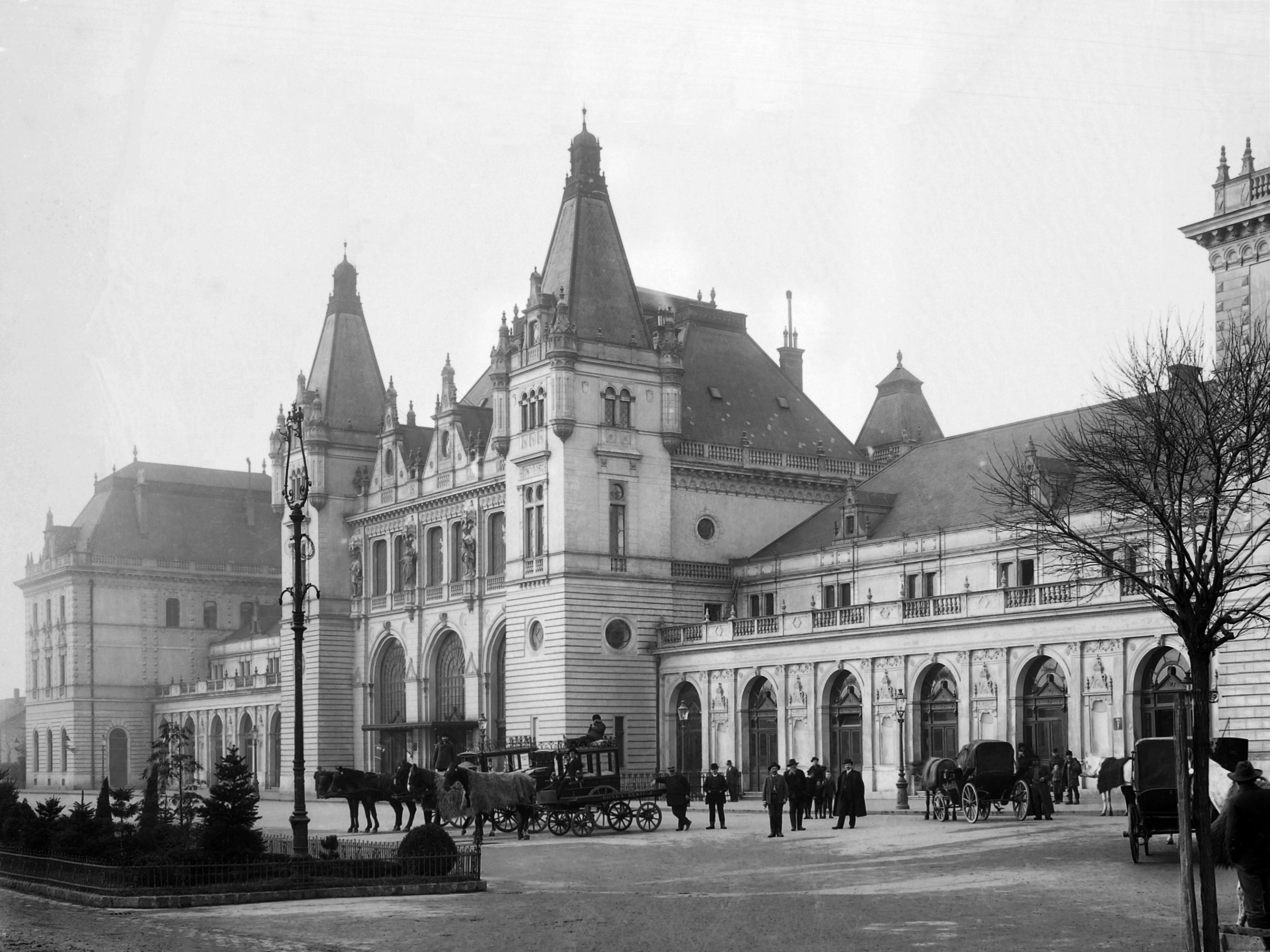
Gara Timișoara-Iosefin

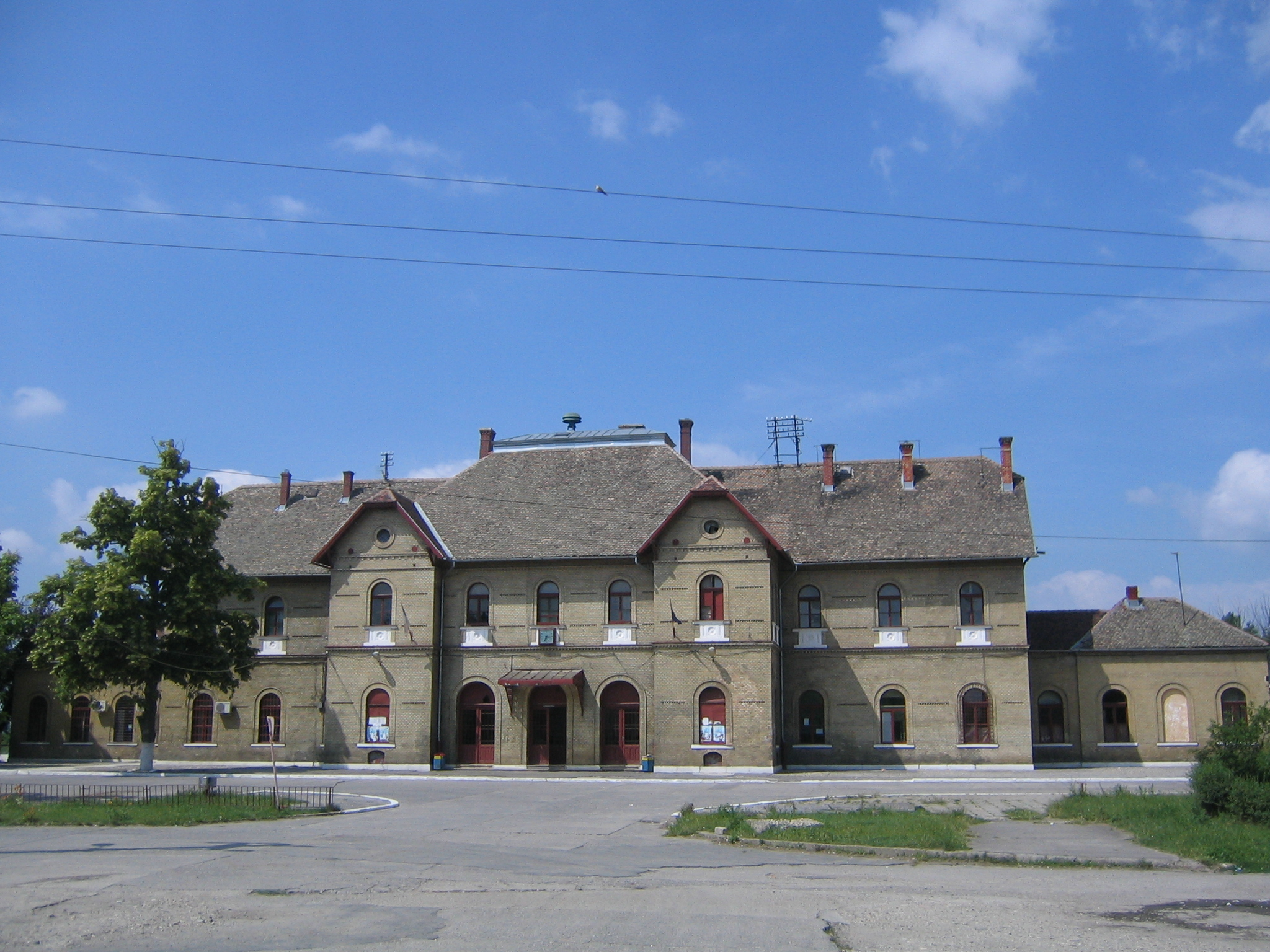
Gara Jimbolia

Până în anul 2023 au fost identificate 31 de clădiri de stații de cale ferată, proiectate de Ferenc Pfaff.
- Gara Arad, 1905-1910
- Gara Bratislava, 1905
- Gara Carei
- Celldömölk
- Gara Cluj
- Debrețin
- Osijek
- Füzesabony, 1893
- Ghimeș-Făget
- Győr (remodelare)
- Kaposvár
- Karlovac
- Košice (remodelare)
- Leopoldov
- Miskolc Gömöri, 1899
- Miskolc Tiszai, 1901 (remodelată)
- Gara Jimbolia
- Pécs, (1900)
- Rijeka, 1890
- Gara Satu Mare
- Seghedin, 1902 - restaurată în 2006 conform planurilor originale
- Gara Timișoara-Iosefin, 1897
- Vârșeț
- Gara Centrală din Zagreb

## Alte clădiri
- Cantonul Feroviar Nr. 30 din Ghimeș